# Condado de San Pedro de Ruiseñada
El Condado de San Pedro de Ruiseñada es un título nobiliario español que procede de la rehabilitación en 1916, con esta denominación,  del antiguo Condado de San Pedro del Álamo, que fue creado por el rey Felipe V a favor de Francisco Valdivieso y Mier.
Este título fue rehabilitado en 1916 por Juan Antonio Güell y López, III marqués de Comillas, con la nueva denominación de Condado de San Pedro de Ruiseñada, como VI conde. Su nuevo nombre hacía referencia a la localidad cántabra de Ruiseñada.
Fue nuevamente rehabilitado en 1970 por Alfonso Güell y Martos, IV marqués de Comillas, como VIII conde.

## Condes de San Pedro de Ruiseñada
|                                                                 | Titular                                                | Periodo                                                |
| Creación por Felipe V                                           | Creación por Felipe V                                  | Creación por Felipe V                                  |
| Condes de San Pedro del Álamo, (denominación original)          | Condes de San Pedro del Álamo, (denominación original) | Condes de San Pedro del Álamo, (denominación original) |
| --------------------------------------------------------------- | ------------------------------------------------------ | ------------------------------------------------------ |
| I                                                               | Francisco Valdivieso y Mier y Barreda                  | 1733-1749                                              |
| II                                                              | José Francisco Valdivieso y Azlor Echeverz             |                                                        |
| III                                                             | Jisé Manuel de Valdivieso y Gallo                      |                                                        |
| IV                                                              | María de los Dolores de Valdivieso y Valdivieso        | ? -1854                                                |
| V                                                               | Ignacio de Valdivieso y Vidal de Lorca                 | 1854-1861                                              |
| Rehabilitado en 1916, por Alfonso XIII                          |                                                        |                                                        |
| Condes de San Pedro de Ruiseñada, (nueva y actual denominación) |                                                        |                                                        |
| VI                                                              | Juan Antonio Güell y López                             | 1916-1928                                              |
| VII                                                             | Juan Claudio Güell y Churruca                          | 1928-1958                                              |
| Rehabilitado, nuevamente, en 1970, por Francisco Franco         |                                                        |                                                        |
| VIII                                                            | Juan Alfonso Güell y Martos                            | 1970-1998                                              |
| IX                                                              | Ignacio Güell y Merry del Val                          | 1998-actual titular                                    |

## Historia de los condes de San Pedro de Ruiseñada
- Francisco Valdivieso y Mier (1683-1749), I conde de San Pedro del Álamo

Casó con María Josefa de Azlor Echeverz, III marquesa de San Miguel de Aguayo.
De cuyo matrimonio nacieron, al menos, dos hijos:
* José Francisco, primogénito, que sigue; y
*Pedro Ignacio Valdivieso y Azlor (n.1744-1820), IV marqués de San Miguel de Aguayo.
Le sucedió su hijo primogénito:
- José Francisco Valdivieso y Azlor, II conde de San Pedro del Álamo.

Le sucedió su hijo:
- José Manuel de Valdivieso y Gallo, III conde de San Pedro del Álamo.

Le sucedió su hija:
- María de los Dolores de Valdivieso y Valdivieso (f. en 1854), IV condesa de San Pedro del Álamo.

Le sucedió un nieto del primer conde:
- Ignacio de Valdivieso y Vidal de Lorca (1805-1861), V conde de San Pedro del Álamo.

Rehabilitación de 1916,con la nueva denominación:
- Juan Antonio Güell López (Comillas, 1876-Cala D'Or, Mallorca, 17 de marzo de 1958),[1]  VI conde de San Pedro de Ruiseñada (por rehabilitar a su favor el antiguo condado de San Pedro del Álamo con esta nueva denominación de «San Pedro de Ruiseñada», II conde de Güell[2]y III marqués de Comillas.

Casó con Virginia Churruca y Dotres. En segundas nupcias con Josefina Ferrer-Vidal y Parellada, hija de Juan José Ferrer-Vidal y Güell, II  marqués de Ferrer-Vidal, de la que no tuvo descendencia. Le sucedió por cesión en 1928 el hijo de su primer matrimonio:
- Juan Claudio Güell y Churruca (1907-1958), VII conde de San Pedro de Ruiseñada, gentilhombre grande de España con ejercicio y servidumbre del rey Alfonso XIII.

Casó con María del Carmen Martos y Zabalburu, XII Marquesa de Fuentes. Le sucedió su hijo:
Rehabilitación en 1970:
- Juan Alfonso Güell y Martos (22 de enero de 1933[3]-Madrid, 22 de diciembre de 2024[4] VIII conde de San Pedro de Ruiseñada, III conde de Güell[2] y IV marqués de Comillas.

Casó con María de los Reyes Merry del Val y Melgarejo. Le sucede su hijo, por distribución:
- Ignacio Güell y Merry del Val (n. en 1960), IX conde de San Pedro de Ruiseñada.